# Gemarkung Limmersdorf III
Die Gemarkung Limmersdorf III liegt auf dem Gemeindegebiet des Marktes Thurnau im Landkreis Kulmbach (Oberfranken, Bayern). Die Gemarkung hat eine Fläche von 4,085 km² und ist in 178 Flurstücke aufgeteilt, die eine durchschnittliche Fläche von 22.951,64 m² haben. In ihr liegen die Gemeindeteile Forstleithen und Neuwirthshaus. Benachbarte Gemarkungen sind Limmersdorf I und Thurnau im Westen, Limmersdorf II im Norden, Langenstadt im Nordosten, Limmersdorfer Forst im Südosten und Felkendorf im Süden.